# Víctor Guerrero Andía
Víctor Andrés Guerrero Andía (Chanchamayo, 30 de marzo de 1930 - Ibídem, 2012) fue un político peruano. Fue diputado por la región Junín en el disuelto periodo 1990-1992.

## Trayectoria
Víctor Guerrero Andía nació el 30 de marzo de 1930 en Chanchamayo, ciudad ubicada en el departamento de Junín en Perú.
Participó sin éxito en las elecciones municipales del año 1963 como candidato a regidor del distrito de Chanchamayo por la alianza entre el Partido Aprista Peruano y la Unión Nacional Odriísta. Misma suerte tuvo en las elecciones del año 1980 cuando postuló por Acción Popular a la alcaldía de la provincia de Chanchamayo y en las elecciones generales de 1985 como candidato a diputado.
En las elecciones generales de 1990, Guerrero fue elegido diputado por la región Junín como parte del Frente Democrático de Mario Vargas Llosa. Sin embargo el 5 de abril de 1992, su cargo fue disuelto por el autogolpe de Estado dado por el gobierno de Alberto Fujimori.
En las elecciones municipales de 1993 fue elegido a como regidor provincial de Chanchamayo por Acción Popular.
Falleció en el año 2012 a los 82 años.